# أرنيدع
أرَنْــيَدَع (بخط المسند: وأحياناً ) كان إلهاً حامياً لمدينة ومملكة نشان في جنوب الجزيرة العربية. وكانت عبادته في معبد بنات عاد. وأرنيدع إله معروف في نقوش كثيرة لكن صفاته ودوره مجهول بحسب ماريا هوفنر.، ويُرمز له بالحرف باء بخط المسند: .

### التسمية
يتركب اسم الإله أرنيدع من جزئين، أرَن-يَدَع. الجزء الأول (أرن) غير واضح المعنى، أما اللاحقة (يدع) فتعني "يَدْعو" وهي شائعة في أسماء الأعلام العربية الجنوبية، وحتى أسماء بعض الآلهة مثل الإله "يدعسمه" عند المعينيين، وعند السبئيين بصيغة "يدعسمهو" وكذلك "سميدع"، وترجمة هذه الأسماء حرفياً "اسمهُ يدعو"، وحرفته المصادر الإسلامية إلى السَمَيْدَع، وجعلته أحد ملوك اليمن القديم.
ويقترح روبان أن هذه الآلهة كانت في الأصل أفراد ثم جرى تأليهم وعبادتهم بعد موتهم، كما حدث للملك الأوساني يصدقئيل فارع.

## مكان العبادة
يقع معبد أرنيدع المكتشف عام 2004 داخل مدينة نشان القديمة (حالياً خربة السوداء) في منطقة الجوف في جنوب الجزيرة العربية. ويسمى المعبد شعبياً "بنات عاد" بسبب رسوم النساء التي على أطلاله الظاهرة للأهالي. ويظهر أرنيدع في هذه الرسوم وذراعه اليسرى ترتكز فوق عصا ملتوية طويلة ممتدة إلى الأرض، ويبدو أنه يرتدي لحية مستعارة أو قناع. ويظهر من أحد النقوش أن أرنيدع كان له تمثال متنقل، حيث جرى نقله من مدينة كَمْنه إلى نشّان.